# ساتا ایسوبه
ساتا ایسوبه (انگلیسی: Sata Isobe; ۱۹ دسامبر ۱۹۴۴ – ۱۸ دسامبر ۲۰۱۶) بازیکن والیبال اهل ژاپن بود.
وی در مسابقات کشوری و بین‌المللی در مجموع برندهٔ ۲ مدال طلا شده‌است.